# 색경
색경(穡經)은 조선 숙종 때의 문신인 서계 박세당이 지은 농업책이다.
저서에선 과수 · 원예 · 수리 · 기후 · 양잠 등 농사에 관한 여러 가지 내용을 다루고 있다. 주자학을 비판했던 지은이가 농촌 생활을 바탕으로 하여 박물학의 학풍을 이룬 저작으로 《서계집》에 수록되어 있다.